# Dermatitis herpetiformis Duhring

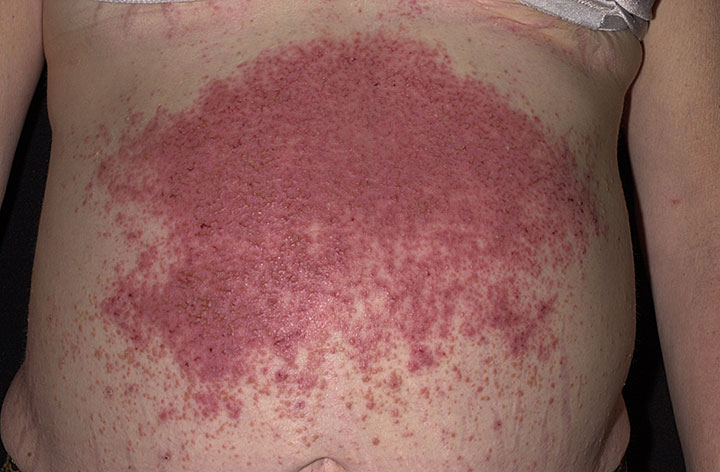
Dermatitis herpetiformis Duhring, Morbus Duhring, Duhring-Brocq-Krankheit mit pathognomischer, herpesähnlicher Hauteffloreszenz

Die Dermatitis herpetiformis Duhring (auch Morbus Duhring, Duhring-Brocq-Krankheit) ist eine nach dem Hautarzt Louis Adolphe Duhring (1845–1913) benannte Hautkrankheit aus der Gruppe der blasenbildenden Autoimmundermatosen mit subepidermaler Blasenbildung. Männer sind rund 1,5-mal häufiger betroffen als Frauen. Die Erkrankung tritt v. a. im mittleren Lebensalter auf.

## Symptome
Die Erkrankung bietet ein vielfältiges Bild mit herpesähnlich gruppierten Bläschen. Rötungen, Ekzeme, Quaddeln und starker, brennender Juckreiz können weitere Veränderungen sein.
Vor allem betroffen sind Stellen wie Ellenbogen und Knie, aber auch Kopfhaut, Stirn, Schultern, Gesäß und oberer Brustbereich.

## Pathogenese
Ursächlich ist eine Ablagerung von Ig-A an der Basalmembran, die zu einer Aktivierung von Komplementfaktoren und einer damit verbundenen Spalt- und Blasenbildung führt. Es kommt zur Bildung von Mikroabszessen.
M. Duhring steht in engem Zusammenhang mit einer glutensensitiven Enteropathie (Zöliakie): fast jede Erkrankung fällt mit einer (meist asymptomatischen) Zöliakie zusammen. Der Umkehrschluss gilt jedoch nicht: nur wenige Patienten mit Zöliakie erkranken auch an einem M. Duhring. Während bei der Zöliakie Autoantikörper gegen die im Darm exprimierte Gewebs-Transglutaminase des Typs 2 (TGc, TGM2) eine zentrale Rolle spielen, wurde die epidermale Transglutaminase (TGe, TGM3) als das entscheidende Autoantigen für Dermatitis herpetiformis charakterisiert.
Die Erkrankung ist genetisch in 80 % mit HLA-DR3, HLA-DQ2, HLA-DW3, HLA-A1 und HLA-B8 assoziiert.

## Therapie
Im Vordergrund steht eine glutenfreie Diät, die oft eine ausreichende Besserung bewirkt. Außerdem kommt eine medikamentöse Behandlung mit Sulfon-Wirkstoffen (z. B. mit Dapson) sowie Antihistaminika in Frage.

## Selbsthilfe Betroffener
Patientenselbsthilfe der Duhring-Betroffenen wird durch die Deutsche Zöliakie-Gesellschaft organisiert.